# Marek Moroń
Marek Moroń (ur. 19 września 1952) – polski wykładowca, doradca, dyplomata; konsul generalny RP w Mumbaju (2001–2006). Specjalizuje się w kwestiach dotyczących Azji Południowej.

## Życiorys
Marek Moroń uczęszczał do szkoły średniej w Dhace w Bangladeszu. W 2011 obronił na Uniwersytecie Jagiellońskim doktorat z socjologii Źródła nacjonalizmu bengalskiego i bangladeskiego, napisany pod kierunkiem Marty Kudelskiej.
Pracował w m.in. w polskich placówkach w Kalkucie, Teheranie, gdzie odpowiadał za kwestie gospodarcze. Przez rok mieszkał w Bahrajnie. Od 2001 do 2006 był konsulem generalnym RP w Mumbaju.
Pracuje także jako wykładowca i badacz. Od 2004 Fellow na K.R. Cama Oriental Institute w Mumbaju. W latach 2008–2013 wykładał w Zakładzie Islamu Europejskiego na Uniwersytecie Warszawskim, obecnie zaś w Katedrze Porównawczych Studiów Cywilizacji na Uniwersytecie Jagiellońskim. Zajmuje się reprezentowaniem polskich firm w negocjacjach z firmami między innymi w Indiach, Chinach, Turcji czy Iranie. Brał udział w misjach rządowych do Nigerii, Indii, Bangladeszu, Birmy, Iranu, Arabii Saudyjskiej.
Publikuje na temat kwestii narodowych, nacjonalizmów i tożsamości w Azji Południowej, historii stosunków polsko-indyjskich, islamu europejskiego i historii polskich relacji z islamem. W latach 2011–2013 był członkiem Zarządu Rady Wspólnej Katolików i Muzułmanów.

## Wybrane publikacje
- Dyskurs eurocentryczny w postrzeganiu i rozumieniu Azji, Katowice: Górnośląska Wyższa Szkoła Handlowa, 2009.
- Źródła nacjonalizmu bengalskiego i bangladeskiego, Kraków: Zakład Wydawniczy "Nomos", 2013.